# Lisière

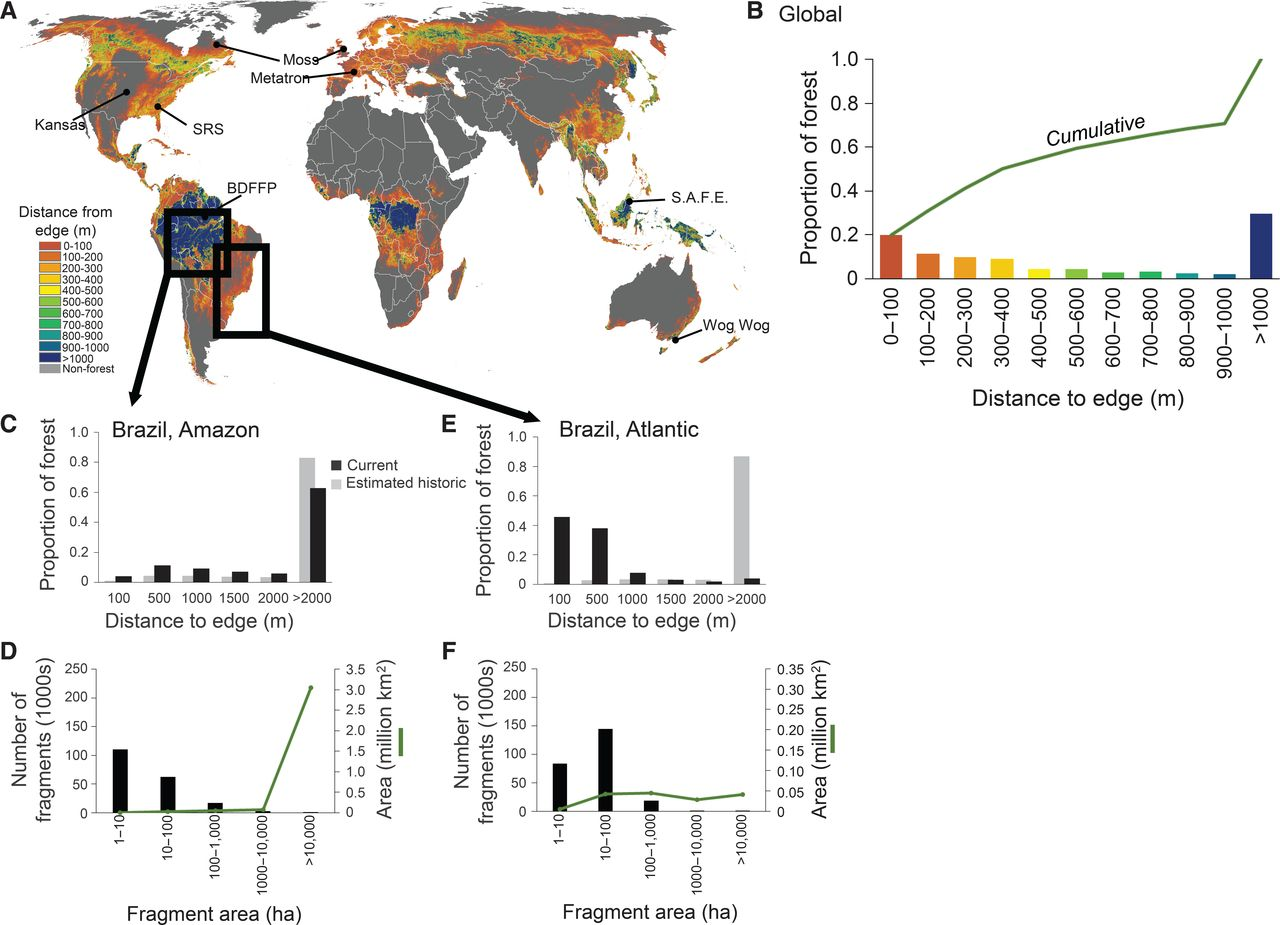
L'ampleur mondiale de la fragmentation forestière.
(A) Carte mondiale représentant la distance moyenne des massifs forestiers à une lisière.
(B) Diagramme montrant que près de 20 % de la superficie occupée par les forêts dans le monde est située à moins de 100 m d'une lisière, 70 % à moins d'un kilomètre, la fragmentation des forêts et leur déboisement augmentant ce pourcentage.

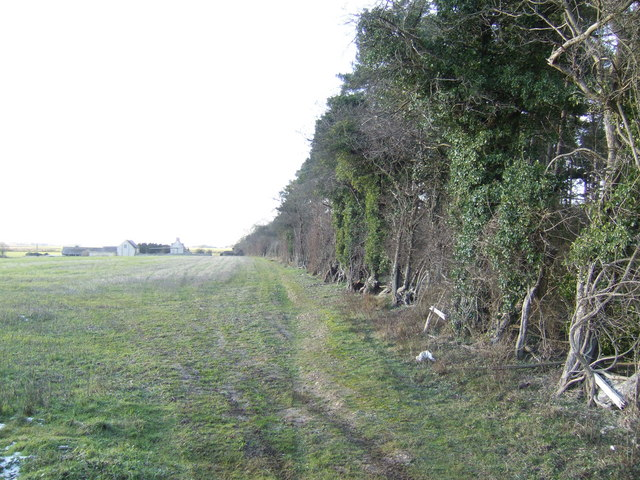
Lisière abrupte en bordure de parcelle. Les agriculteurs, par souci de rentabilité et du « propre et net », peuvent avoir intérêt à ce type d'aménagement forestier alors que la lisière graduelle peut les renvoyer à une stigmatisation du laisser-aller.

Une lisière (du francique lisa, « ornière ») est une limite, brutale ou progressive, entre deux milieux, permettant de passer d'une formation végétale dans une autre. Ce terme du langage courant s'applique surtout aux bordures de milieu forestier fermé (forêt, bois, bosquet) marquant une transition vers des espaces plus ouverts (prairie, champ, clairière, dune…). La lisière boisée est appelée aussi frange boisée, la lisière forestière est désignée aussi comme frange forestière. Les deux milieux s'influencent réciproquement sur une profondeur relativement importante.
Elle est une frontière écologique entre deux écosystèmes, produisant généralement un écocline et un écotone. Elle présente ainsi des conditions microclimatiques (ensoleillement, température, humidité…), édaphiques et écologiques particulières et parfois des micro-habitats spécifiques, favorables ou au contraire défavorables aux espèces des milieux adjacents.
Elle est pour cette raison soumise à une dynamique écopaysagère propre. On parle d'« effet de lisière » (ou « effet de bordure ») pour décrire les impacts négatifs des lisières artificielles créées dans les milieux naturels (extérieure à un massif traité en sylviculture intensive ou intérieure à celui-ci (bords de coupes rases, bords de routes ou de pistes forestières).

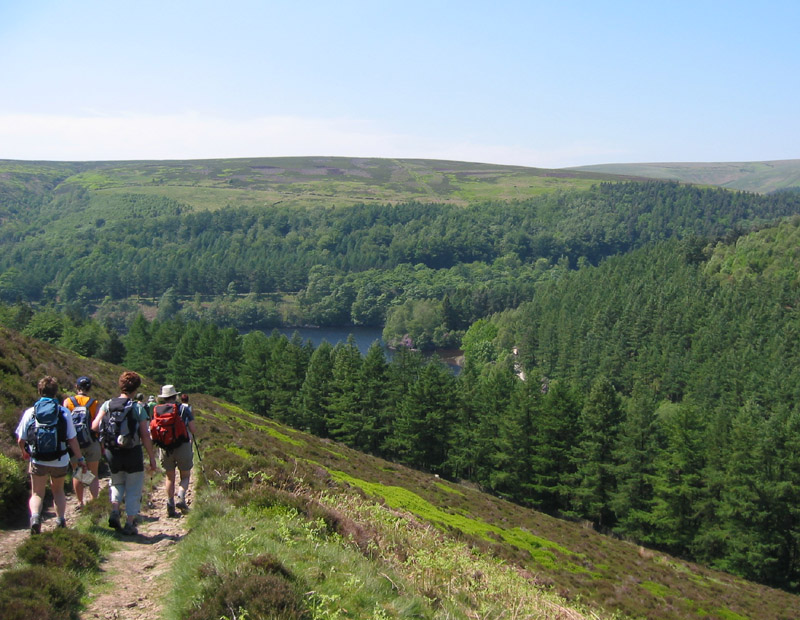
Exemple de lisière forestière avec milieu ouvert naturel.

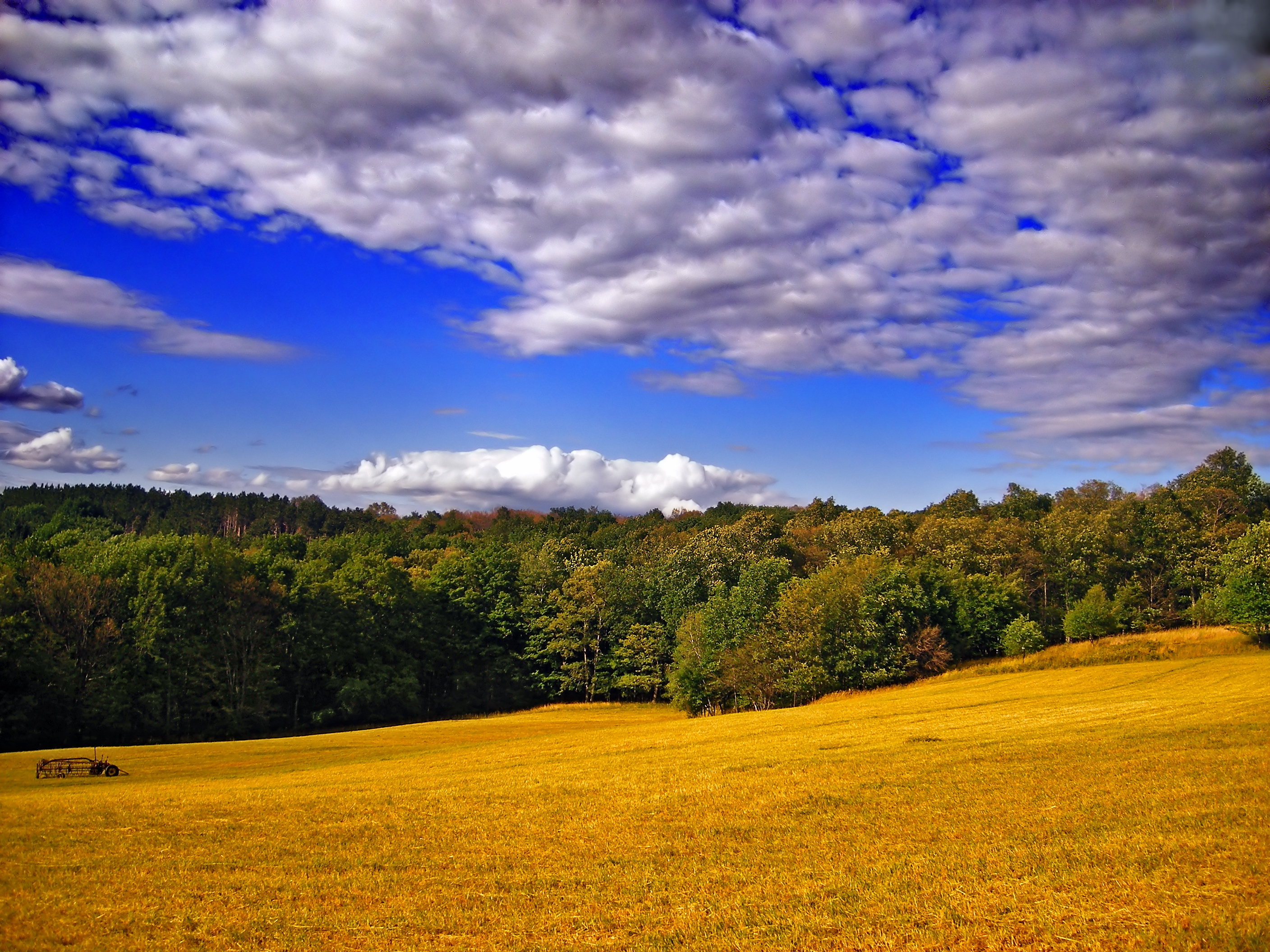
Exemple de lisière forestière avec milieu ouvert cultivé.

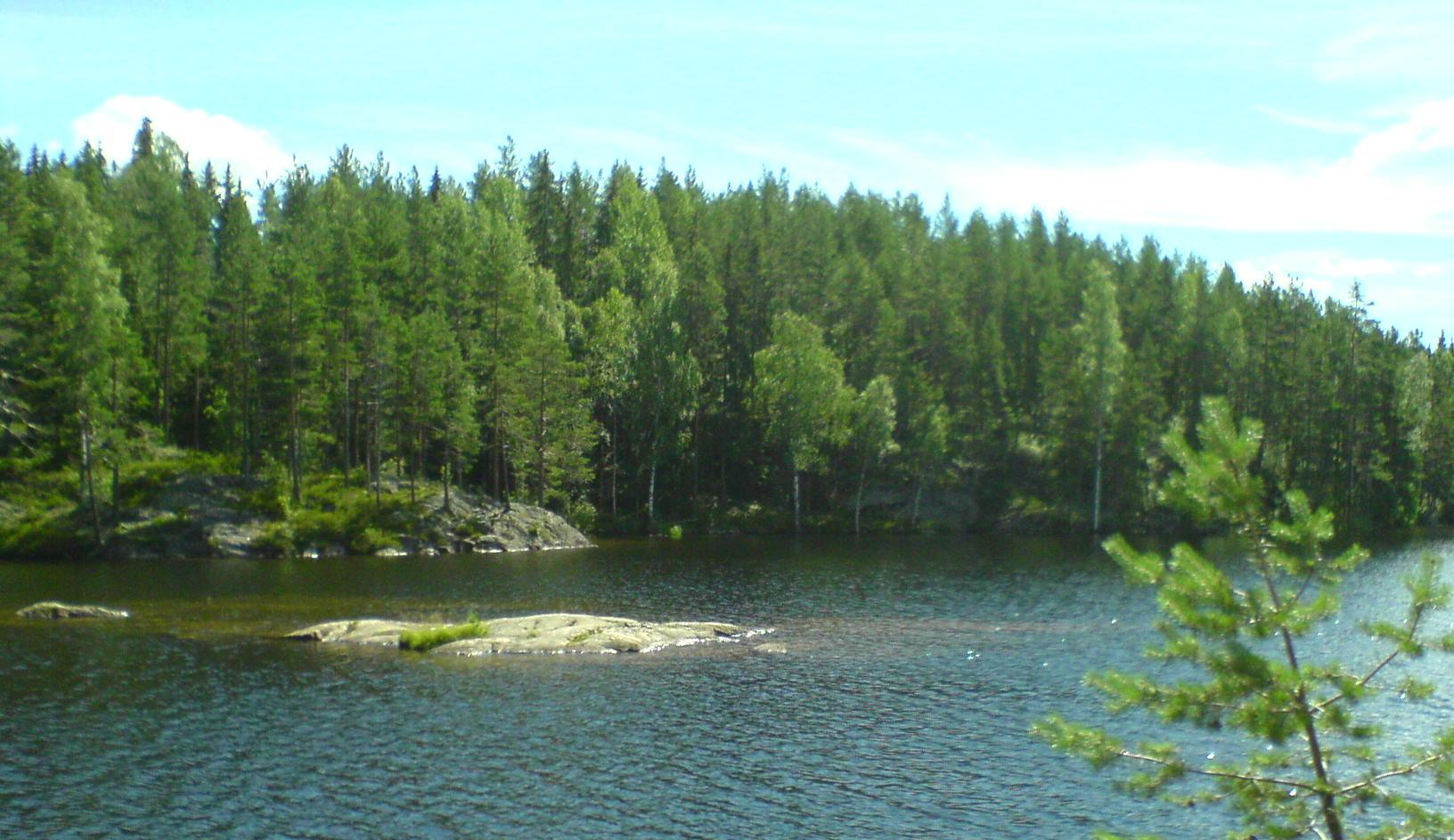
La lisière forestière peut devenir rivulaire.

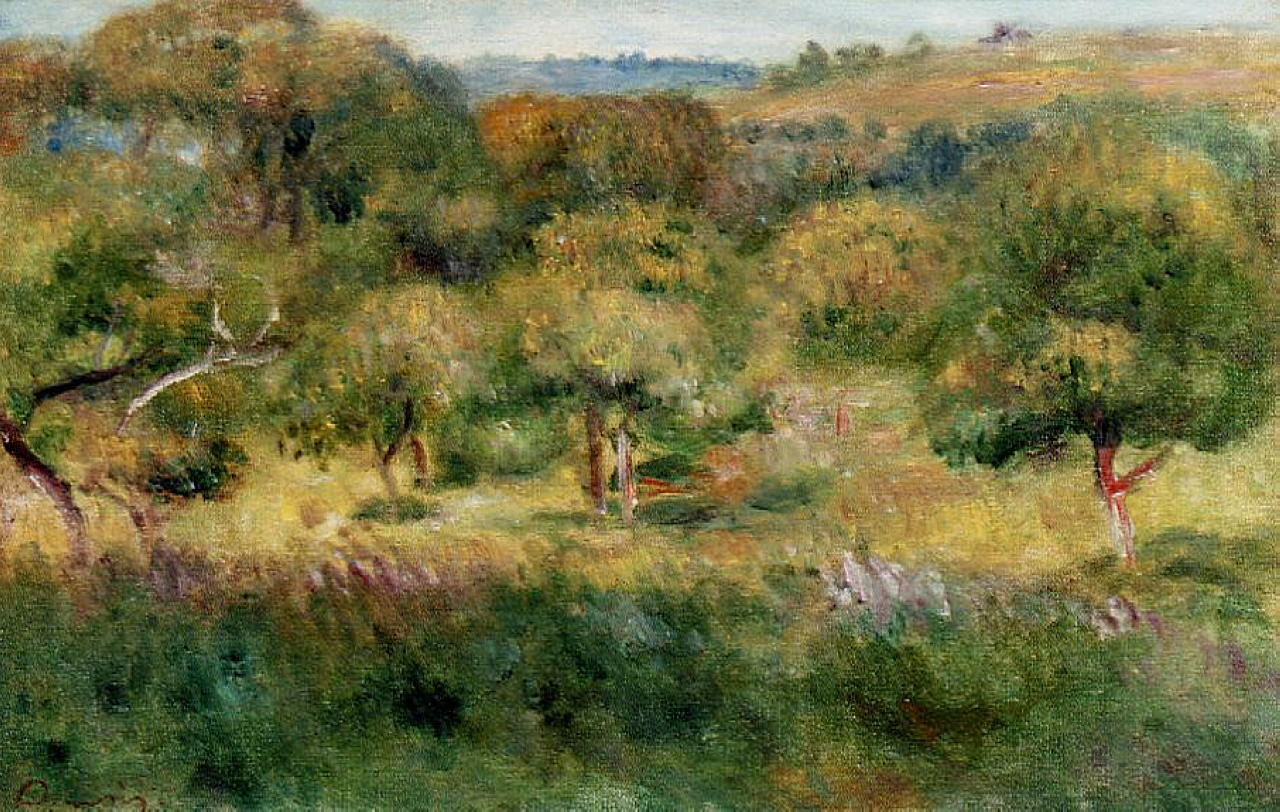
Lisière de forêt en Bretagne, tableau de Auguste Renoir (1893). En France, sur la base de l’inventaire forestier de l’IGN, les lisières couvriraient 805000 kilomètres, soit près de vingt fois la circonférence de la Terre.

Sauf quand elle est artificiellement stabilisée par l'homme, ce qui est de plus en plus souvent le cas sur la planète, une lisière évolue spontanément dans le temps et dans l'espace (en fonction du cycle sylvogénétique dans le cas de la forêt naturelle).
Lorsque la limite est brutale, la lisière abrupte crée des parcelles dépourvues d'espaces de transition entre elles, induisant la disparition d'espèces végétales et animales incapables de s'adapter à cette simplification du paysage. Lorsque la limite est progressive, la lisière graduelle est étagée, les groupements végétaux se répartissant selon une zonation horizontale et verticale en ceintures parallèles de végétation, plus ou moins imbriquées, qui se succèdent. Quand la gradation est complète, la lisière des forêts tempérées comprend trois ceintures : l'ourlet principalement composé de hautes herbes vivaces ; le cordon composé essentiellement d'arbrisseaux et d'arbustes héliophiles (prunelier, aubépine, cornouiller sanguin, sureau…) ; le manteau à la structure clairsemée, composé principalement d'espèces pionnières (bouleaux, peupliers trembles, saules) constituées d'arbres héliophiles bas branchus, dissymétriques et plus gros (pour une même essence et un même âge) que ceux peuplant l'intérieur du bois.

## Effets-lisière en écologie
Selon leur contexte, les termes « effet-lisière », « effet-bordure », ou « effet de bord », peuvent décrire ou regrouper différents types (opposés) d'effets ou de concepts.

### Principe de l'«écotone»
Le principe de l'« écotone », et notamment le fait que quand on s'éloigne de la lisière on trouve plus d'espèce typiques du milieu dans lequel on est, et moins des espèces caractéristiques de l'autre milieu, mais aussi outre les espèces propres aux lisières, une grande partie de celles des deux milieux adjacents.[pas clair] En nombre d'espèces, la lisière et souvent plus riche que chaque milieu pris séparément. On parle habituellement d'écotone pour les lisières naturelles.

### Effet source
Un effet source et un effet barrière. La perméabilité écologique des lisières pour l'entomofaune a de multiples implications, tant pour la recherche en matière de biodiversité que pour la gestion agricole, sylvicole ou du territoire. Une étude publiée en 2007 a porté (dans l'Ohio) sur ses déplacements à partir des lisières forestières vers l'intérieur des champs de maïs périphériques aux forêts, afin de voir dans quelle mesure la taille des fragments forestiers, la distance à la lisière et la matrice agricole affectaient ou non la dynamique des communautés de coléoptères. L'étude a porté sur l'abondance en coléoptères et leur diversité en espèce (diversité spécifique). L'abondance et la diversité en coléoptères, dans ce contexte, était toutes deux significativement plus élevée près de l'écotone forêt-champs, en toutes saisons. Concernant les sens de déplacement ou migration, l'étude a montré que dans les fragments forestiers les plus vastes, les coléoptères circulent plutôt de la lisière vers l'intérieur de la forêt, alors que dans les petits fragments, ils migrent plus volontiers de la lisière vers les champs. D'un certain point de vue, la lisière d'une grande forêt serait donc (pour les coléoptères) en quelque sorte moins transparente ou plus « dure » (expression employée par les auteurs) au regard de la circulation des coléoptères (il aurait peut-être été intéressant de pouvoir reproduire dans le même contexte biogéographique l'expérience avec une matrice agricole "sans pesticides ni intrants chimiques" (agriculture ou élevage biologique ou de prairies). Une représentation graphique des relations entre les points de captures/recaptures (Non-metric Multidimensional Scaling) a montré que les zones de bucheronnage et de forêt dense étaient les deux variables expliquant le mieux les variations dans la composition en espèces.

### Effets négatifs pour la faune

#### Effets microclimatiques
Les effets microclimatiques et/ou écologiques (déshydratation) propres à certaines lisières artificielles (stress hydrique pour les arbres, exacerbation des chocs thermiques et des aléas climatiques par exposition accrue au soleil, au vent et au gel et diminution de l'« effet-tampon » de la forêt ou de la lisière naturelle (les lisières naturelles sont généralement très denses et riches en lianes ou épiphytes). La zone où se manifeste l'effet lisière semble beaucoup plus sensible aux prédateurs ou pathogènes opportunistes.
Par exemple, les épicéas poussant sur les lisières artificielles de coupes rases, routes, layons.. semblent présenter une sensibilité exacerbée au stress hydrique (visible en photo infrarouges), ainsi qu'aux attaques de scolytes, selon des études qui demandent encore à être affinées.
Plus une forêt est de forme périmétrique complexe, plus sa lisière est longue (à surface identique).
Ce facteur a aussi une grande importance en matière d'influence de la forêt sur le microclimat périphérique et inversement, le contexte microclimatique influe sur le microclimat forestier d'autant plus que la lisière est artificielle (c'est-à-dire, sans le rideau végétal touffu (ourlet, rideaux de plantes grimpantes, buissons, manteau) qui garnit spontanément les lisières naturelles, faisant obstacle au soleil et au vent qui sont des puissants facteurs de déshydratation.
Diverses études des caractéristiques thermo-hygrométrique des lisières ont montré un net « effet de lisière » sur la transpiration de la forêt. Par exemple, dans un peuplement mélangé feuillu, la transpiration mesurée était de 354 équivalent mm d'eau/an à plus de 45 mètres de la lisière à l’intérieur du boisement, contre 565 mm en bordure (à moins de 15 mètres de la lisière), soit quasiment égale à l'évapotranspiration potentielle mesurée (571 mm). L'effet déshydratant des lisières artificielles se manifeste aussi par une perturbation des phénomènes de rosée (en bordure de route ou sur zone désherbée par exemple). Les effets de lisière peuvent donc très fortement influencer le bilan hydrique des massifs boisés, d'autant plus qu'ils seront petits et fragmentés par des routes. Ce type d'effets disparait dans les très grands massifs non fragmentés, ou est jugé négligeable à partir d'au moins 100 hectares. Une étude a conclu qu'en forêt amazonienne, les perturbations dues aux « effets de bords » ont déjà dépassé le seuil au-delà duquel des dégâts irréversibles sont inévitables.
Les formes et structures des lisières ont une influence sur la nature et l'ampleur de leurs effets écologiques dans les fragments de forêt voisins, et des effets synergiques existent avec la taille des espaces concernés,.

#### Un puits écologique
Le fait que la lisière soit un puits écologique, associé à la fragmentation forestière. Ceci se produit dans les cas où la lisière est artificielle (bordure de route, de voie ferrée, d'autoroute ou de canal, zone de sylviculture intensive) ou plus rarement, quand une lisière naturelle est inhabituellement droite et régulière (bord de lac ou de falaise). Des phénomènes écologiques particuliers s'y produisent alors décrits comme 'effet-lisière ou « effet-bordure », ou « effet de bord ». Les espèces du milieu adjacent y disparaissent en plus grand nombre, car y subissant une prédation accrue (par exemple de la part des rapaces et des corvidés, voire des chiens et des chats, dans le cas d'une lisière rectiligne de type parc d'agrément ou forêt cultivée où les oiseaux et micromammifères sont nombreux tout en étant visibles des prédateurs). En écologie ce phénomène relève de la théorie dite « Source-Puits ». Par exemple, la mortalité animale par prédation est fortement augmentée en bordure des axes routiers, par « effet-lisière » ou « effet de bordure » induits par la route, ses lisières artificielles et ses bordures dégagées. C'est une des nombreuses formes de fragmentation écologique. C'est ici le couloir routier qui favorise la circulation et l'« efficacité » de certains prédateurs, tout en augmentant la vulnérabilité de leurs proies,,. Au sein d'un même groupe d'espèces (les oiseaux par exemple) quelques espèces prédatrices ubiquistes peuvent être surfavorisées (corvidés, ou rapaces tels que faucon crécerelle ou buse) alors que d'autres oiseaux (poussins au nids notamment) seront victimes de ces mêmes espèces. « Les lisières sont, au moins en climat tempéré, des lieux de plus grande diversité et de plus forte abondance, notamment pour l’avifaune (Patterson et al., 1995) et l’entomofaune (Duelli et al., 1990; Helle et Muona, 1985; Baldi et Kisbenedek, 1994) ».
Certains, comme Francis Hallé estiment que la lisière fait totalement partie de la canopée qui est notamment définie par une diversité écologique et une activité biochimique beaucoup plus élevées.

## Lisière et écotone

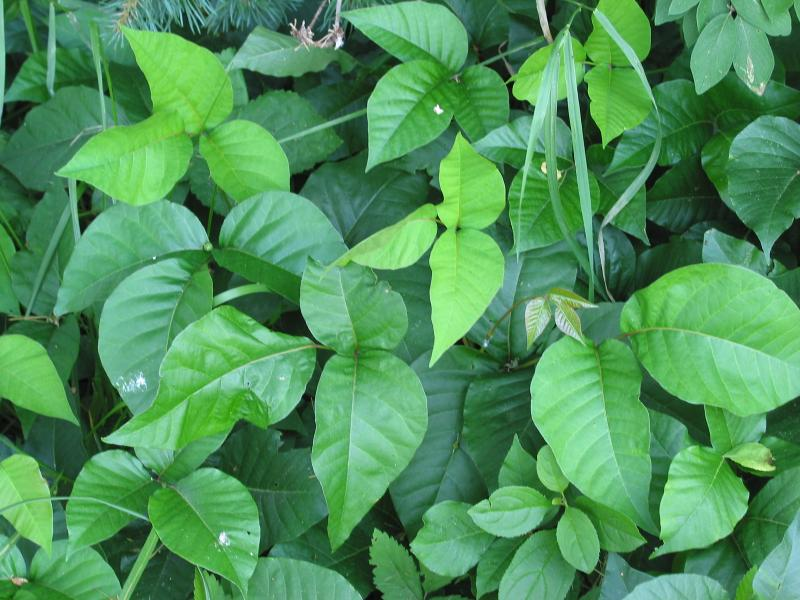
Sumac grimpant ou Poison ivy, plante allergène qui s'est développé en Amérique du Nord sur les zones affectées par un « effet de bordure »

La notion de lisière est plutôt utilisée pour une description géographique ou paysagère des milieux, alors que celle d'écotone l'est pour décrire le fonctionnement écologique de lisières complexes (et normalement souvent mouvantes) dans l'espace et le temps.
Pour l'écologie du paysage, la lisière est un type particulier d'écotone. Le linéaire et la qualité des écotones sont des indicateurs de la gestion durable de la forêt. L'O.N.F. a par exemple évalué pour la seule forêt domaniale française le linéaire de lisières forestières séparant des milieux fermés de milieux ouverts à 25 600 km de lisières. Ces lisières là peuvent être considérées comme des écotones. Il faudrait, dans ces mêmes forêts domaniales considérer les lisières des 30 160 km de routes forestières (1,8 km de route pour 100 ha). Aux États-Unis, la surface de forêt exposée à un effet de bordure est maintenant de plusieurs ordres de grandeur plus importante qu'à l'époque des colons européens, alors que la plupart des forêts avaient connu une occupation humaine depuis leur reconstitution après la dernière glaciation.
Seules quelques espèces opportunistes (corvidés) ou parasites (tiques) ou pratiquant le parasitisme de couvée (vacher à tête brune, coucou..) semblent en avoir bénéficié ; Plus l'effet-bordure est important par rapport à la taille de la forêt "intérieure", plus les tiques sont nombreuses, plus le vacher à tête brune a un succès de reproduction élevé, et moins les oiseaux chanteurs (dont le nid est parasité par le vacher à tête brune ou en Europe par le coucou) sont présents. Il en va de même pour les espèces végétales : aux États-Unis, la forte augmentation du linéaire de lisières artificielles a profité au sumac vénéneux (ou poison ivy) favorisé par les lisières artificielles). C'est une plante qui produit un suc très allergène qui produit une dermatite de contact souvent suivie d'une surinfection.
Les espèces typiquement forestières au contraire régressent sur les lisières artificielles et à leurs abords et souvent disparaissent des petits massifs dont le cœur d'habitat est devenu trop petit pour accueillir une population viable de ces espèces.
Un corridor biologique linéaire faisant l'interface entre deux milieux peut être qualifié d'« écotonial ». En matière de cartographie des corridors biologiques, par exemple dans un projet de trame verte, une zone d'écotone peut aussi être considérée comme « zone-tampon », pour protéger le « cœur d'habitat » (Zone-Noyau) et faire une transition douce avec la « matrice écopaysagère ».

### Lisières et risques d'incendies
Tant que l'eau est disponible, la végétation pousse plus vite et produit plus de biomasse sur les lisières (à conditions égales de sol, pente, altitude, latitude et exposition). Si l'eau manque (sécheresse) la lisière est alors la zone la plus vulnérable à la déshydratation (évapotranspiration maximale + exposition au vent et au soleil). La végétation sèche peut alors devenir un couloir de propagation rapide du feu, y compris éventuellement - et paradoxalement - en bordure d'allées coupe-feu mal conçues ou mal orientées). Les incendies de forêt commencent souvent sur les bordures de la forêt. L'augmentation de la fréquence et gravité des incendies en zone tropicale est en partie une des conséquences de l'aggravation des effets lisières (mais aussi du défrichage volontaire par le feu).
Le dérèglement climatique risque d'entrainer, en France, une augmentation des sécheresses, canicules et du risque incendie. La Sologne, par exemple, risque de connaitre autour de 2060 un risque incendie similaire à celui du bassin méditerranéen aujourd'hui.

### Lisière et climat
En réponse au changement climatique, dans certaines régions, les lisières des zones boisées évoluent de manière marquées et à moyen terme. Elles tendent à reculer en bordure de zones arides là où le désert avance. Elles tendent à monter en altitude ou dans les hautes latitudes là où le froid est moins marqué et où les glaciers ou la banquise reculent.
En Nouvelle-Zélande, 166 sites, pour lesquels l'évolution dans l'espace de la lisière supérieure de la zone forestière était documentée, au moins depuis 1900, ont été étudiés : en un peu plus d'un siècle, la limite haute de la forêt est restée stable dans 47 % des cas, a reculé dans 1 % des cas et a progressé dans 52 % des cas étudiés. Ce sont les zones où le réchauffement hivernal était le plus marqué qui se sont le plus réenforestées, et les zones où la structure de la lisière forestière était la plus diffuse.
Certaines espèces, pionnières et mieux adaptées à la sécheresse ou au froid profitent plus que d'autres de zones libérées par un moindre froid ou une augmentation de la pluviométrie. La recolonisation forestière n'est cependant pas observée partout. Dans certaines régions du monde, l'eau manque là où le recul des neiges pourrait permettre une reconquête végétale et/ou en altitude sous le trou de la couche d'ozone, les radiations solaires pourraient nuire à la réapparition de la forêt.

### Lisières forestières, aménagements et gestion

#### Impacts des aménagements sur les lisières

##### Impacts physiques
Le recul des forêts naturelles, et l'extension rapide des réseaux routiers, ferroviaires et de canaux en forêt, ainsi que de la propriété privée dans le monde ont trois conséquences importantes pour les forêts :
1. Une augmentation exponentielle du nombre de kilomètres de lisières artificielles, liée à la fragmentation des forêts ;
2. Ces lisières sont artificiellement figées en parcellaires correspondant aux contraintes foncières et d'aménagement qui ne prennent pas en compte les besoins des espèces et des écosystèmes, voire des arbres quand il s'agit d'arbres non adaptés aux lisières (essences d'ombres ou de forêt dense) ;
3. Un fonctionnement écologique différent des lisières (qui dans la nature évoluent au gré des évènements perturbateurs)

Les fossés, réseaux d'égouts, passages de câbles et tuyaux d'eau et imperméabilisations induits par l'urbanisation ou l'imperméabilisation des lisières peuvent perturber les racines des arbres (Elles peuvent coloniser et boucher des égouts, ou être sectionnées lors des creusements de tranchées et fondations ; avec un risque accru de maladies, et de chablis en cas de tempête).
L'engrillagement causé par les clôtures en limites parcellaires crée des ruptures dans les continuités écologiques, notamment pour les mammifères : grands mammifères (cervidés…), chevreuils, renards, hérissons, etc.
Sur les bords de routes et voies ferrées, ou en zone habitée, la gestion des feuilles mortes, du bois mort, ou le type de fauche influent sur la richesse écologique des lisières et leurs fonctions de corridor biologique.
En cas de stockage de bois, il peut y avoir un risque de développement d'espèces exotiques.

##### Pollutions
Les lisières peuvent être affectées par différentes pollutions :
- La pollution lumineuse affecte aussi bien les espèces animales que végétales. En bord de route, elle peut conduire à une augmentation de la mortalité animale.
- La pollution sonore peut être causée par des machines industrielles, artisanales, mais aussi tondeuses, tronçonneuses, tailles-haie, débroussailleuses utilisés par les particuliers et collectivités (entretien des routes départementales par exemple). Les transports sont également une source de bruits importante.
- La pollution de l'air et des sols peut être augmentée par la proximité d'une route : dépôts de métaux lourds à proximité de la route, polluants dans l'air…

#### Gestion des lisières
Les lisières font donc de plus en plus l'objet d'une gestion visant à les contrôler. Des bonnes pratiques sont proposées par les systèmes d'écocertifications, visant notamment à mieux protéger les fonctions écotoniales des lisières, afin par exemple qu'elles soient plus résilientes et conservent mieux leurs fonctions de corridor écologique. Pour cela, le gestionnaire peut par exemple veiller à ce que la lisière ne soit pas perturbée par la pollution lumineuse, qu'elle bénéficie d'une zone de calme, sans surfréquentation, que les chemins ou parkings ne la ceinturent pas (pour limiter la fragmentation écopaysagère, et que la zone de prospection racinaire des arbres de lisière soit la moins perturbée possible (en y évitant par exemple les tranchées, le drainage, les constructions ou le labour par la conservation d'une bande enherbée (ou lande) périphérique (qui peut, sur 20 à 30 m de large être pâturée ou fauchée). Lorsque la lisière forestière est urbanisée, les chats et certains chiens peuvent faire quelques dégâts en forêt, et la forêt peut aussi être une source de moustiques, tiques et autres vecteurs de maladies (beaucoup de grandes tribus autochtones des forêts entretiennent une zone dévégétalisée autour de leurs habitations groupées ou maison commune).
Dans les zones et/ou périodes à risque d'incendie de forêt, les feux, les barbecues, feux d'artifice, etc. sont interdits. Le pâturage ou le débroussaillement mécanique sont souvent encouragés (et parfois obligatoires, par exemple dans le sud de la France où le PPRIF (Plan de prévention des risques d’incendies de forêts) impose un débroussaillage dans les zones habitées en forêt ou à moins de 200 m des terrains forestiers). Une distance minimale des constructions à la lisière doit être respectée (de 50 m dans le sud de la France, portée à 100 m par décret municipal, voire à 200 m par décret préfectoral, avec une amende pouvant aller jusqu’à 30 euros par mètre en 2008 en cas d'infraction).
Une bonne gestion de l'eau et des drainages (entretien de fossés, mares, tourbières visant à conserver et infiltrer les eaux météoriques sur place), et de la strate buissonnante et des plantes grimpantes est recommandée sur les lisières pour limiter les risques de déshydratation. Au Canada, la réintroduction du castor canadensis dans l'Alberta, grâce aux petits barrages qu'il construit et entretient, a permis de faire fortement reculer le risque d'incendie localement. Dans 90 % des cas la présence d'eau s'est avérée liée aux castors, plus qu'aux variations locales de température et de précipitations.

## Lisière et paysage
Les lisières sont des éléments importants du paysage. Les lisières naturelles forment généralement des transitions douces entre forêt et milieu adjacent (ou souvent denses quand il s'agit de ripisylve). Dans un même paysage, les structures et types de lisières varient selon leur "âge" et leur exposition et selon les espèces qui y vivent. Une lisière exposée au nord ou à l'ouest aura des aspects éventuellement très différents.

## Lisières et espèces invasives
Les lisières très artificielles peuvent être des couloirs de dispersions de certaines plantes introduites devenues invasives ou envahissantes (Exemples : renouée du Japon en Europe, ou kudzu, chèvrefeuille du Japon et Rosa multiflora en Amérique du Nord)

## Lisières et pathogènes
Les effets lisières sont propices aux pathogènes qui trouvent souvent là des plantes affaiblies par les perturbations thermohygrométriques. par exemple, concernant l'agriculture, l'effet lisière semble être plus explicatif de l'émergence de pathogènes fongiques que la présence de corridors ou la connectivité entre patchs. Statistiquement, lors d'une étude conduite dans le sud-est des États-Unis, plus on s'approchait des bords des champs de maïs, plus les plants touchés par des champignons attaquant les feuilles étaient nombreux, indépendamment de la présence ou proximité d'un corridor. Le bocage est un des exemples de solutions de protection intégrée des lisières pour ce type de situation.

## Lisière et législation

### Lisière et agriculture
En milieu rural, certaines lisières peuvent faire l'objet d'une protection au titre de la loi paysage. En Europe (et donc en France), dans le cadre de l'écoéligibilité de la nouvelle Politique agricole commune (PAC), les lisières situées sur des terres d'exploitation agricoles, sont éligibles au dispositif des « surfaces équivalentes topographiques », ce qui facilite l'accès aux subventions européennes pour les agriculteurs maintenant ces éléments d'intérêt écopaysagers. Il en va de même pour quelques autres éléments paysagers semi-naturels d'intérêt agroécologique et écologique éventuellement associés (ex : Prairies permanentes, bandes enherbées, lisières, mares, bocage, arbres groupés…)

### Lisière et gestion forestière
Par ailleurs, le code rural impose un débroussaillage de la forêt sur 50 mètres depuis la limite forestière, afin de limiter les risques d'incendie.

### Lisière et urbanisme
En France, au niveau local, différents acteurs du territoire ont établi des règles de construction par rapport aux lisières. Par exemple, En Région Île-de-France ou au sein du périmètre du Parc naturel régional Scarpe-Escaut, une bande de 50 mètres à partir de la lisière est non constructible.